# Bible John
Bible John är en oidentifierad seriemördare som tros ha mördat tre unga kvinnor mellan 1968 och 1969 i Glasgow, Skottland.
Var och en av Bible Johns offer var unga brunettkvinnor mellan 25 och 32 år, som alla hade träffat sin mördare på Barrowland Ballroom: ett danspalats och en konsertarena i staden. Förövaren har aldrig identifierats och ärendet förblir både olöst och en av de mest omfattande utredningarna i skotsk brottshistoria.
Morden som begåtts av Bible John skulle visa sig vara första gången i Skottland där Crown Office godkände publicering av en fantombild av en person misstänkt för mord.
Denna oidentifierade seriemördare blev känd som "Bible John" på grund av att han upprepade gånger citerat Bibeln och för att ha fördömt någon form av äktenskapsbrott medan han var i sällskap med sitt slutliga offer. De kända rörelserna och modus operandi för den dömda seriemördaren och våldtäktsmannen Peter Tobin har gett upphov till misstankar om att han kan vara Bible John.

## Fortsatt läsning
- Cawthorne, Nigel (2007). The Mammoth Book of Killers at Large. London: Constable & Robinson Ltd. ISBN 978-1-845-29631-5
- Harrison, Paul (2013). Dancing with the Devil: The Bible John Murders. Skipton: Vertical Editions. ISBN 978-1-904-09173-8
- Lane, Brian (1995). The Encyclopedia Of Serial Killers. New York City: Berkley Books. ISBN 0-425-15213-8
- Lloyd, Georgina (1986). One Was Not Enough: True Stories of Multiple Murderers. London: Bantam Books. ISBN 978-0-553-17605-6
- Malloy, Andrew D. (2011). Bible John - Closure. Kent: Pneuma Springs Publishing. ISBN 978-1-907-72816-7
- Newton, Michael (2004). The Encyclopedia of Unsolved Crimes. New York: Facts on File. ISBN 978-0-816-07818-9
- Stoddart, Charles (1980). Bible John: Search for a Sadist. Edinburgh: Paul Harris Publishing. ISBN 978-0-904-50589-4
- Whittington-Egan, Molly (1998). Scottish Murder Stories. Glasgow: Neil Wilson Publishing Ltd. ISBN 978-1-906-47647-2
- Whittington-Egan, Richard (1992). The Murder Almanac. Glasgow: Neil Wilson Publishing Ltd. ISBN 978-1-897-78404-4
- Wilson, Colin (1993). World Famous Murders. London: Parragon Publishing. ISBN 978-0-752-50122-2